# Laura Mattarella
Pour les articles homonymes, voir Mattarella.
Laura Mattarella, née le 16 février 1967 à Palerme, est une avocate italienne et la fille de l'actuel président de la République italienne, Sergio Mattarella.
Elle remplit des fonctions de représentation protocolaire auprès de son père depuis l'investiture de celui-ci à la tête de l'État italien et est donc considérée comme la « Première dame » de l'Italie.

## Biographie
Laura Mattarella est l'aînée des trois enfants du juriste Sergio Mattarella et de Marisa Chiazzese. Elle est la petite-fille de l'ancien ministre démocrate-chrétien Bernardo Mattarella et du juriste et homme politique Lauro Chiazzese, tandis que son oncle, Piersanti Mattarella, a été assassiné par la mafia en 1980 alors qu'il était président de la Région sicilienne.
De son mariage avec Cosimo Comella, elle est elle-même la mère de trois enfants. Elle exerce la profession d'avocate.
Elle assiste à l'investiture de son père à la présidence de la République italienne, le 3 février 2015. Celui-ci étant veuf depuis 2012, elle accompagne le chef de l'État dans le cadre de ses fonctions officielles et tient à ce titre le rôle d'hôtesse du palais du Quirinal.
Elle est la troisième femme, après Ernestina Saragat et Marianna Scalfaro, à se voir confier la place de « Première dame » au côté du président de la République en tant que fille de celui-ci.
Le 25 mai 2019, elle assiste comme marraine à la mise à l'eau du porte-aéronefs Trieste.

## Voyages
- Viêt Nam : 6-8 novembre 2015
- Indonésie : 8-10 novembre 2015
- Oman : 10-11 novembre 2018
- Éthiopie : 14-16 mars 2016
- Cameroun : 17-20 mars 2016
- Mexique : 4-5 juillet 2016 [3].
- Grèce : 17-18 janvier 2017
- Chine : 20-26 février 2017
- Finlande : 26-28 septembre 2017
- Irlande : 14-15 février 2018
- Lettonie : 2-3 juillet 2018
- Estonie : 4-5 juillet 2018
- Lituanie : 5-6 juillet 2018
- Géorgie 16-17 juillet 2018
- Azerbaïdjan : 17-19 juillet 2018
- Arménie : 30-31 juillet 2018 [4], [5].
- Suède : 13-15 novembre 2018
- Angola : 5-7 février 2019
- Jordanie : 9-11 avril 2019
- Suisse : 29-30 novembre 2022

## Honneurs

### Honneurs étrangers
- Azerbaïdjan : destinataire de l'ordre de Shohrat (18 juillet 2018)
- Espagne : Grand-croix de l'ordre d'Isabelle la Catholique (17 novembre 2021)[6]
- Estonie : 1re classe de l'ordre de la Croix de Terra Mariana (2 juillet 2018) [7]
- Grèce : Dame grand-croix de l'ordre de la Bienfaisance (17 janvier 2017) [8]
- Lettonie : Commandant grand-croix de l'ordre des Trois Étoiles (29 juin 2018) [9],[10]
- Lituanie : Grand-croix de l'ordre du Mérite (5 juillet 2018) [11].
- Norvège : Dame grand-croix de l'ordre royal du Mérite de Norvège (6 avril 2016) [12]
- Roumanie : Grand-croix de l'ordre de l'Étoile de Roumanie (15 octobre 2018) [13]
- Suède : Commandant grand-croix de l'ordre royal de l'Étoile polaire (13 novembre 2018) [14].
- Pays-Bas : Grand-croix de l'ordre de la Couronne (9 novembre 2022)[15].